# Jefferson Heights
Jefferson Heights – jednostka osadnicza w Stanach Zjednoczonych, w stanie Nowy Jork, w hrabstwie Greene.